# Ernest L. Parker
Ernest Linwood Parker (* 29. November 1864 in Sigourney, Keokuk County, Iowa; † 18. Juni 1934 in Lewiston, Idaho) war ein US-amerikanischer Politiker. Zwischen 1917 und 1919 war er Vizegouverneur des Bundesstaates Idaho.

## Werdegang
Über die Jugend und Schulausbildung von Ernest Parker ist nichts überliefert. Später war er in Idaho erfolgreich im Handel tätig. Er wurde Mitglied der Demokratischen Partei und saß als Abgeordneter im Repräsentantenhaus von Idaho. 1916 wurde er an der Seite von Moses Alexander zum Vizegouverneur seines Staates gewählt. Dieses Amt bekleidete er zwischen dem 1. Januar 1917 und dem 6. Januar 1919. Dabei war er Stellvertreter des Gouverneurs und Vorsitzender des Senats von Idaho.
Nach dem Ende seiner Zeit als Vizegouverneur ist Ernest Parker politisch nicht mehr in Erscheinung getreten. Er starb am 18. Juni 1934 in Lewiston. Seit 1903 war er mit Carrie Watson verheiratet.